# Obsessions
Obsessions é uma canção da cantora e compositora galesa Marina and the Diamonds. lançado como um duplo lado A de edição limitada com "Mowgli's Road" em 16 de Fevereiro de 2009 pela Neon Gold Records. A canção foi incluída em seu álbum de estréia, The Family Jewels (2010).

## Fundo musical
Diamandis elaborou sobre o significado da canção:..
Sonoramente, ["Obsessions"] é muito nua e exposta. Foi o meu primeiro single. Eu deveria [é triste, uma canção escura]. Trata-se de um relacionamento, mas como acontece com cada canção é sobre duas ou três histórias e coisas diferentes ... Todo mundo tem obsessões e é por isso que eu acho que as pessoas realmente relacionados com a música desde muito cedo."

## Performances ao vivo

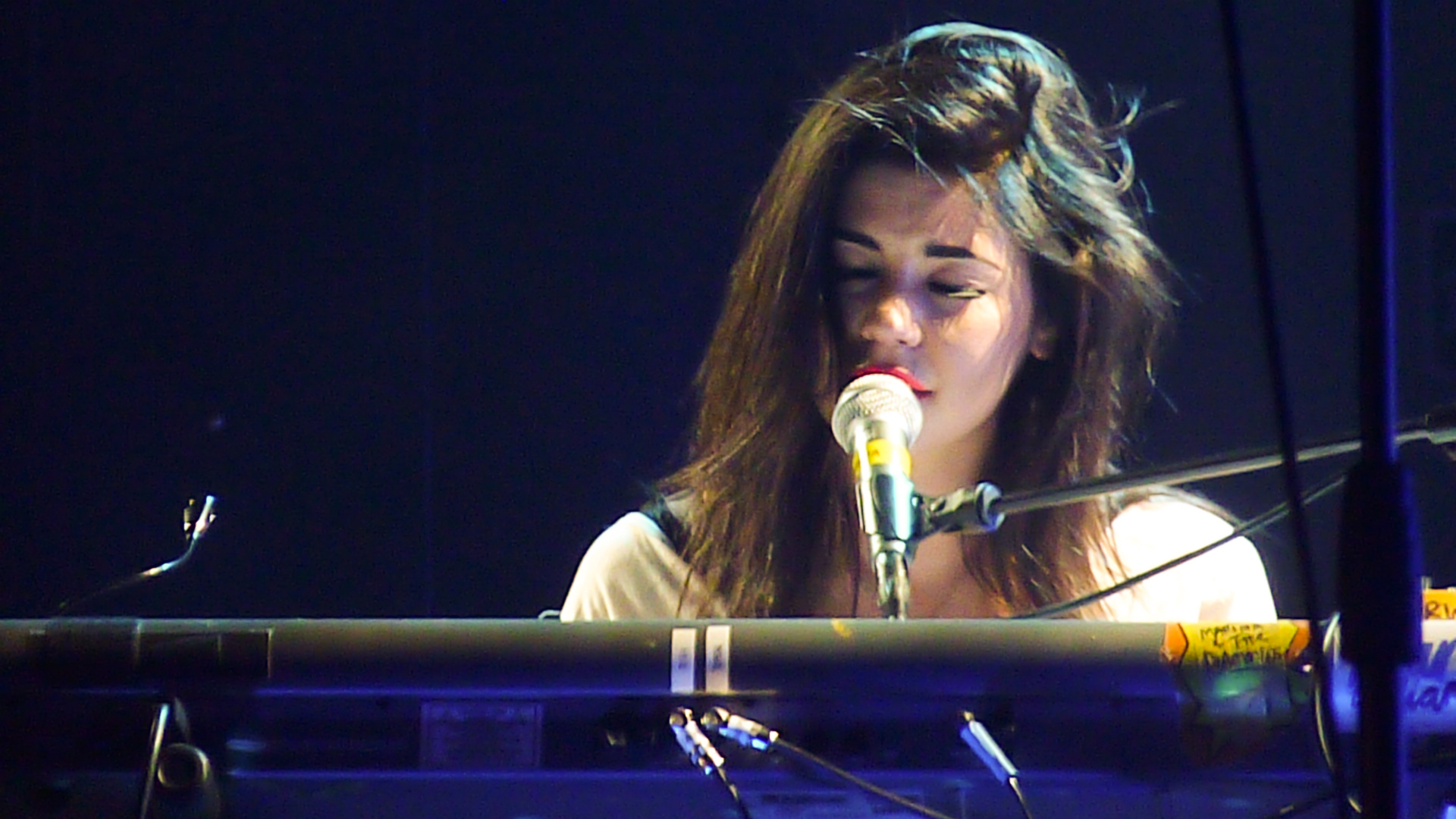
Marina cantando "Obsessions" no Assembly Rooms

Marina cantou a música no London's Bush Hall em 23 de fevereiro de 2010, no Assembly Rooms em Edimburgo, Reino Unido em 30 de maio de 2010. Marina performou "Obsessions" ao vivo por diversas vezes e em diversos programas de TV e shows de sua turnê de divulgação de seu primeiro álbum de estúdio The Family Jewels intitulada de The Family Jewels Tour .

## Video musical
O vídeo da música "Obsessions" foi dirigido por Tim Brown e lançado em YouTube em 25 de dezembro de 2008. O videoclipe mostra Diamandis montando um diamante de metal com vários LEDs ligados a cada bar. Ele foi filmado em frente de uma tela branca semelhante ao videoclipe de seu b-side "Mowgli's Road". No final, a câmara alinha-se para revelar a diamante com as luzes LED de incandescência. Diamandis baseou o vídeo da música no programa de televisão infantil Art Attack.

## Lista de faixas
- US 7" single[1]

1. "Obsessions" — 3:38
2. "Mowgli's Road" — 4:09

- 7" Vinyl

A. "Obsessions" — 3:38
B. "Mowgli's Road" — 4:09